# Кочергин, Владислав Сергеевич
Владисла́в Серге́евич Кочерги́н  (укр. Владислав Сергійович Кочергін; 30 апреля 1996, Одесса) —  украинский футболист, полузащитник клуба «Ракув».

## Клубная карьера
Воспитанник ДЮСШ-11 (Одесса). С 2009 по 2013 год в чемпионате ДЮФЛ провел 6 матчей, забив 25 голов. С 2013 года продолжил обучение в академии «Днепра». Играл за юношеский 27 (13) и молодёжный 62 (13) составы клуба. 24 июля 2016 года дебютировал в основном составе «Днепра» в матче чемпионата против «Волыни», выйдя на замену на 72 минуте матча и отметившись забитым мячом. В матче 17 тура против «Зари» оформил первый во взрослой карьере дубль.
28 сентября 2017 года дебютировал в еврокубках в выездном матче группового этапа Лиги Европы против «Атлетика» (Бильбао), выйдя на замену Артёму Громову на 64-й минуте.
В декабре 2020 года был признан лучшим футболистом месяца чемпионата Украины за ноябрь 2020.
2 августа 2021 года в матче второго тура украинской Премьер-лиги против «Ингульца» (5:1) оформил хет-трик, который вошёл в топ-5 самых быстрых в истории чемпионатов Украины (на это ему понадобилась 51 минута встречи.). Также он сравнялся по количеству забитых голов (17) за клуб с Тимерланом Гусейновым, с которым разделяет 7-8 место в списке лучших голеадоров «Зари» во времена независимости Украины.
10 апреля 2022 года сыграл свой первый матч в составе клуба «Ракув» (Ченстохова). Отыграв первую половину встречи на позиции атакующего полузащитника, он был заменен в перерыве в матчем против «Шлёнска». Это был первый матч игрока с 3 октября 2021 года, а также дебютом в польской лиге.

## Карьера в сборной
В 2014 году привлекался в состав юношеской сборной до 19 лет.
5 сентября 2021 года исполняющий обязанности главного тренера сборной Украины Александр Петраков впервые вызвал Кочергина для участия в товарищеском матче против сборной Чехии. 8 сентября дебютировал в сборной Украины в матче против Чехии, выйдя на замену Андрею Ярмоленко на 76-й минуте.

## Статистика

### Клубная
| Выступление      | Выступление      | Выступление      | Чемпионат | Чемпионат | Кубок | Кубок | Еврокубки | Еврокубки | Прочие | Прочие | Итого | Итого |
| Клуб             | Лига             | Сезон            | Игры      | Голы      | Игры  | Голы  | Игры      | Голы      | Игры   | Голы   | Игры  | Голы  |
| ---------------- | ---------------- | ---------------- | --------- | --------- | ----- | ----- | --------- | --------- | ------ | ------ | ----- | ----- |
| Днепр            | Премьер-лига     | 2016/17          | 25        | 6         | 2     | 0     | 0         | 0         | 0      | 0      | 27    | 6     |
| Днепр            | Итого            | Итого            | 25        | 6         | 2     | 0     | 0         | 0         | 0      | 0      | 27    | 6     |
| Заря Луганск     | Премьер-лига     | 2017/18          | 13        | 0         | 1     | 0     | 2         | 0         | 0      | 0      | 16    | 0     |
| Заря Луганск     | Премьер-лига     | 2018/19          | 18        | 1         | 0     | 0     | 4         | 0         | 0      | 0      | 22    | 1     |
| Заря Луганск     | Премьер-лига     | 2019/20          | 32        | 7         | 1     | 0     | 6         | 1         | 0      | 0      | 39    | 8     |
| Заря Луганск     | Премьер-лига     | 2020/21          | 23        | 6         | 4     | 2     | 6         | 1         | 0      | 0      | 33    | 9     |
| Заря Луганск     | Премьер-лига     | 2021/22          | 10        | 5         | 0     | 0     | 4         | 0         | 0      | 0      | 14    | 5     |
| Заря Луганск     | Итого            | Итого            | 96        | 19        | 6     | 2     | 22        | 2         | 0      | 0      | 124   | 23    |
| Всего за карьеру | Всего за карьеру | Всего за карьеру | 130       | 25        | 8     | 2     | 22        | 2         | 0      | 0      | 160   | 29    |

### Выступления за сборную
| № | Дата            | Оппонент | Счёт | Голы | Пасы | Карточки | Минуты | Соревнование      |
| - | --------------- | -------- | ---- | ---- | ---- | -------- | ------ | ----------------- |
| 1 | 8 сентября 2021 | Чехия    | 1:1  | —    | —    | —        | 14'    | Товарищеский матч |

Итого: 1 матч, 0 голов / 0 побед, 1 ничья, 0 поражений.

## Достижения

### Командные
«Заря» (Луганск)
- Бронзовый призёр чемпионата Украины (2): 2019/20, 2020/21
- Финалист Кубка Украины: 2020/21

«Ракув»
- Чемпион Польши: 2022/23
- Обладатель Суперкубка Польши: 2022

### Личные
- Лучший футболист месяца чемпионата Украины (1): — ноябрь 2020[4]